# Wilhelm Behrens (Politiker)
Wilhelm Karl Friedrich Behrens (* 29. April 1885 in Nienstädt; † 18. Februar 1958 in Müsingen) war ein deutscher Politiker (USPD, SPD).

## Leben
Wilhelm Behrens wurde als Sohn eines Bergmanns geboren. Nach dem Schulbesuch absolvierte er eine Ausbildung zum Glasbläser und arbeitete anschließend als Glasmacher in Stadthagen.
Behrens war zunächst Mitglied der SPD, verließ die Partei aber 1917 aufgrund der Burgfriedenspolitik. Nach der Novemberrevolution 1918 gehörte er dem Arbeiter- und Soldatenrat in Stadthagen an. Von November 1918 bis Januar 1919 war er Mitglied der Landesversammlung Schaumburg-Lippe, 1919 erfolgte seine Wahl in den Landtag des Freistaates Schaumburg-Lippe. Ab 1922 war er erneut Mitglied der SPD. Aus Protest gegen die politische Entwicklung legte er 1933 zusammen mit den sozialdemokratischen Abgeordneten Wilhelm Kuhlmann, Heinrich Ohlhorst und Franz Reuther sein Landtagsmandat nieder.
Ab den 1930er-Jahren ging er einer Tätigkeit als Gastwirt in Meinefeld und Müsingen nach.
Wilhelm Behrens war seit 1906 verheiratet.